# Nossa Senhora de Mesumundu

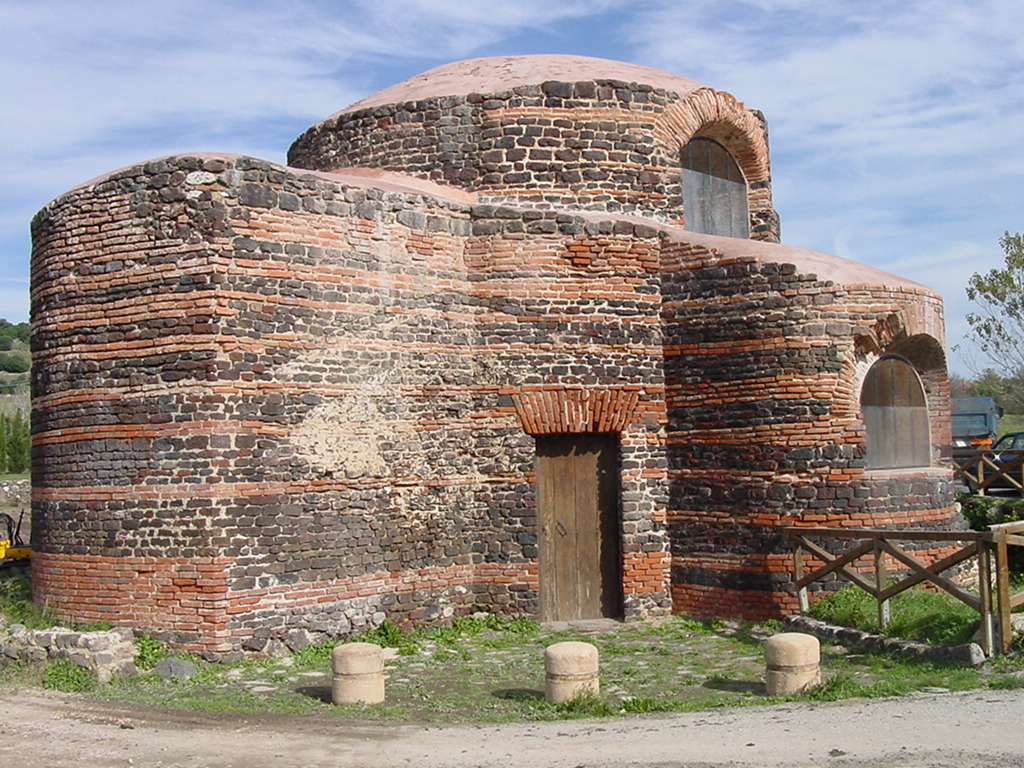
Nossa Senhora de Mesumundu.

A Nossa Senhora de Mesumundu (em italiano: Nostra Signora di Mesumundu) é uma igreja de Siligo, Itália e um dos exemplos mais importantes de Arquitetura bizantina na Sardenha. É dedicada a Maria (mãe de Jesus). A igreja foi construída no final do século VI e início do século VII. O prédio fica nas ruínas de um edifício termal romano do século II.